# Artjom Bogutjarskij
Artjom Gennadjevitj Bogutjarskij (russisk: Артём Геннадьевич Богучарский) (født 14. august 1989 i Moskva) er en russisk skuespiller, bedst kendt for rollen som Volodja i Lukas Moodyssons film Lilja 4-ever.
Bogutjarskijs rolle i Lilja 4-ever indbragte ham to nomineringer; en Chlotrudis i kategorien "Bedste birolle" og en Guldbagge i kategorien "Bedste mandlige hovedrolle".
I 2009 tog han eksamen som klarinettist fra Gnessin-instituttet (GITIS). Samme år begyndte han at spille på teateret Glas i Moskva.

## Filmografi
- 2002 – Lilja 4-ever
- 2004 – Nachalo puti